# Anatoli Papanov
Anatoli Dmitrievitch Papanov (en russe : Анатолий Дмитриевич Папанов), né à Viazma (oblast de Smolensk) le 31 octobre 1922 et mort à Moscou (Union soviétique) le 7 août 1987, est un acteur populaire soviétique.
Papanov a joué dans quelques-uns des meilleurs films soviétiques, souvent avec son ami, Andreï Mironov. Connu pour ses performances dans les comédies, il a cependant aussi tenu des rôles dramatiques, comme celui du prisonnier politique dans L'Été froid de l'année 53 en 1987. Anatoli Papanov a été honoré du titre d'Artiste du peuple de l'URSS en 1973.
L'astéroïde no 2480, découvert le 16 décembre 1976, a été baptisé de son nom.

## Biographie

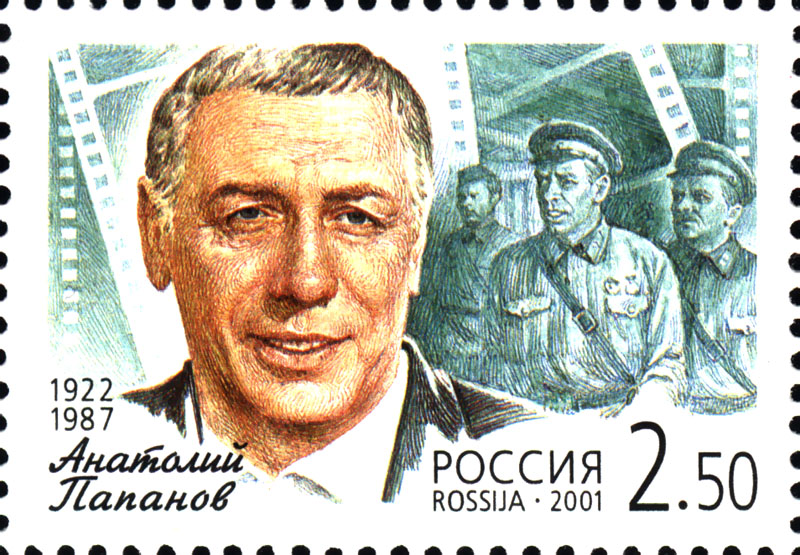
Timbre à l'effigie de Papanov

Anatoli Papanov naît dans la famille du militaire Dmitri Filippovitch Papanov et Elena Boleslavovna Roskovskaïa, modiste. En 1930, ils déménagent à Moscou où Anatoli travaille comme fondeur à l'usine. Il participe également aux spectacles du théâtre amateurs. En 1937, Papanov apparaît dans un épisode du film Lénine en octobre.
Lors de la Seconde Guerre mondiale, il dirige une unité d'artillerie et parvient au grade de sergent-major. Il est gravement blessé à la jambe en 1942, dans les environs de Kharkov, passe plusieurs mois à l'hôpital, puis est déclaré invalide et démobilisé. De retour à Moscou, il passe le concours d'entrée de l'Académie russe des arts du théâtre. Il est diplômé le 11 novembre 1946. Avec plusieurs camarades d'études, il part pour Klaipėda pour y fonder un nouveau théâtre russe. Son premier rôle y fut celui de Sergueï Toulenine dans l'adaptation du roman d'Alexandre Fadeïev La Jeune Garde.
En 1948, il accepte l'invitation d'Andreï Gontcharov de venir travailler au Théâtre académique de la Satire à Moscou où il restera pendant quarante ans. Il enseignait également à l'Académie russe des arts du théâtre.
Au cinéma, Papanov joue dans plus de 70 films. Il prête aussi sa voix à des personnages de dessins animés comme le loup de la célèbre série Nu, pogodi!. Le dernier film où il a participé, L'Été froid de 1953, est déclaré meilleur film de l'année par le magazine L'Écran soviétique en 1988 et reçoit le Nika du meilleur film en 1989.
L'artiste est mort d'une crise cardiaque à son domicile. Il est inhumé au cimetière de Novodevitchi.

## Prix et récompenses
- 1958 - Artiste émérite de la RSFS de Russie.
- 1966 - Artiste du Peuple de la RSFS de Russie.
- 1966 - Prix des Frères Vassiliev pour le film Les Morts et les Vivants
- 1973 - Artiste du peuple de l'URSS
- 1975 - Ordre de la Guerre patriotique
- 1981 - Ordre du Drapeau rouge du Travail
- 1985 - Ordre de la Guerre patriotique
- 1985 - Ordre de la révolution d'Octobre
- 1989 - Prix d'État de l'URSS pour le film Cold Summer of 1953 à titre posthume

## Filmographie partielle
- 1937 : Lénine en octobre de Mikhail Romm
- 1939 : L'Enfant trouvé (Подкидыш, Podkidych) de Tatiana Loukachevitch : passant (non-crédité)
- 1952 : Le Compositeur Glinka (Композитор Глинка) de Grigori Aleksandrov : adjudant du knèze
- 1961 : L'Homme suit le soleil (aussi À la recherche du soleil, en russe : Человек идёт за солнцем) de Mikhaïl Kalik : manager
- 1961 : Les Cosaques de Vassili Pronine
- 1961 : Absolument sérieusement (Совершенно серьёзно), film à sketches d'Eldar Riazanov, Leonid Gaïdaï, Naum Trakhtenberg, Eduard Emoïro et Vladimir Semakov
- 1961 : Les Aventures de Kroch (Приключения Кроша) de Genrikh Oganessian
- 1964 : Les vivants et les morts (Jivye i miortvye, Живые и мёртвые) de Aleksandr Stolper : général-major Fedor Serpiline
- 1965 : Je vais au-devant de l'orage (Иду на грозу, Idu na grozu) de Sergueï Mikaelian : Anikeïev
- 1966 : Attention, automobile de Eldar Riazanov
- 1966 : Dans la ville de S (В городе С) de Iossif Kheifitz : Dr Startsev
- 1966 : Adjudant de son Excellence (Адъютант его превосходительства) d'Evgueni Tachkov : Evgueni Angel
- 1967 : Vengeance (Возмездие, Vozmezdie) d'Aleksandr Stolper : général Serpiline
- 1968 : Le Bras de diamant de Leonid Gaïdaï
- 1970 : Gare de Biélorussie de Andreï Smirnov
- 1970 : Lioubov Yarovaïa de Vladimir Fetine : Professor Gornostaev
- 1976 : Les Douze Chaises de Mark Zakharov (série télévisée)
- 1984 : Le Temps des désirs
- 1987 : L'Été froid de l'année 53 (Холодное лето пятьдесят третьего) d'Alexandre Prochkine : Nikolaï Skorobogatov